# Sansevieria volkensii
Sansevieria volkensii är en sparrisväxtart som beskrevs av Robert Louis August Maximilian Gürke. Sansevieria volkensii ingår i släktet bajonettliljor, och familjen sparrisväxter. Inga underarter finns listade i Catalogue of Life.